# علی معرفی‌زاده
علی معرفی‌زاده (زاده ۱۳۲۷- درگذشته ۱ اسفند ۱۳۶۴) سیاست‌مدار و مدیر ارشد اجرایی ایرانی بود، که در دوره نخست و دوره دوم مجلس شورای اسلامی به‌عنوان نماینده حوزهٔ انتخابیهٔ شادگان و خرمشهر، از استان خوزستان در مجلس شورای اسلامی حضور داشت.وی در اول اسفند ۱۳۶۴،در نزدیکی اهواز بر اثر سقوط هواپیمای حامل وی توسط دو میگ عراقی، کشته شد.

## کشته شدن
در ۱ اسفند ۱۳۶۴، به همراه هشت تن از نمایندگان مجلس، نیروهای عالی رتبه ارتش، مقامات عالی رتبه قضایی با هواپیمای فوکر اف۲۷ فرندشیپ به خلبانی سرهنگ عبدالباقی درویش در جریان عملیات والفجر ۸، در ۲۵ کیلومتری شمال اهواز عازم جبهه‌های جنگ بود که هواپیمای حامل آنها در محاصره دو فروند میگ-۲۳ عراقی قرار گرفت و همه ۵۰ سرنشین آن کشته شدند.

### اسامی کشته شدگان[۵]
1. عبدالباقی درویش - خلبان
2. عباس جاهدی اوجقاز - کمک خلبان
3. محمود خضرائی - کمک خلبان
4. سرگرد داود مقرنس
5. ابوالقاسم رزاقی ۱۳۳۱ - نماینده مجلس از تنکابن و رامسر
6. نورالدین رحیمی ۱۳۱۴ - نماینده مجلس از خرم‌آباد
7. مهدی یعقوبی ۱۳۳۰ - نماینده مجلس از تربت حیدریه
8. سیدحسن شاهچراغی ۱۳۳۱ - نماینده مجلس از دامغان
9. غلامرضا سلطانی ۱۳۲۲ - نماینده مجلس از کرج
10. محمد کلاته‌ای ۱۳۲۶ - نماینده مجلس از بجنورد
11. علی معرفی‌زاده  ۱۳۲۷ - نماینده مجلس از خرمشهر و شادگان
12. سید ابوالقاسم داود الموسوی دامغانی ۱۳۲۳ - نماینده مجلس از رامهرمز
13. فضل‌الله محلاتی نماینده ولی فقیه در سپاه پاسداران
14. فرج‌الله نصیری  ۱۳۳۸ - قاضی دادگستری
15. محمد مصطفوی کرمانی  ۱۳۱۵ - قاضی دادگستری
16. مهدی آشوری  ۱۳۳۱ - قاضی دادگستری
17. احمد خان احمد لو ۱۳۳۱ - قاضی دادگستری
18. سیدحسن خضری ۱۳۱۵ - قاضی دادگستری
19. میر ولی رفیعی راد ۱۳۲۵ - قاضی دادگستری
20. محمد خداپرست - قاضی دادگستری
21. جعفر نیری ۱۳۲۸ - قاضی دادگستری
22. محبوب شیری ۱۳۱۹ - قاضی دادگستری
23. علی ورقا محبی  ۱۳۲۴ - قاضی دادگستری
24. محمدجواد صدیقیان کاشی ۱۳۳۰ - قاضی دادگستری
25. سید احمد قاسمیان  ۱۳۱۷ - کارآموز قضائی
26. محمود نوری خواه ۱۳۲۸ – مسئول عقیدتی سیاسی
27. احمد محمودی طرزقی
28. صادق مطهری
29. سید حسین معنوی
30. محمد مقدسیان
31. رشید موسوی
32. احمد رقمی
33. محمدعلی روحانی فرد
34. سیدحسن طباطبائی نسب
35. محمدحسین عنایتی
36. اسدالله عیسی نیا
37. علاء الدین فراز
38. عبدالله فیضی باجین
39. سلطان مراد کزازی
40. محمدرضا کشواد
41. محمد گلابچی
42. سیدابوالقاسم هاشمی
43. عنایت اله احمدی
44. سیدابوالقاسم ارشادی
45. رجب علی اسلامی
46. احمد انصاری
47. رضا برادران هاشمی
48. سید حسین حسینی
49. امیر محمودی منش - پاسدار محافظ غلامرضا سلطانی
50. عبدالله فیاضی بارحسینی - پاسدار محافظ فضل‌الله محلاتی